# Fonds belgo-congolais d'amortissement et de gestion
Le Fonds belgo-congolais d'Amortissement et de Gestion est une institution autonome de droit public international créée par convention du 6 février 1965 entre la Belgique et la République démocratique du Congo (RDC) pour régler le contentieux belgo-congolais né après l'indépendance du 30 juin 1960 spécialement à propos de la dette publique de la Colonie du Congo belge. Son siège social est à Bruxelles (avenue des Arts, 39, 1040).
En 1965 et en 1977, le Fonds a émis un emprunt dont les souscripteurs étaient les porteurs d'obligations de la Colonie du Congo belge qu'aucun des états précités ne voulait honorer. Le solde de ces emprunts a été mis en remboursement à leur terme au 1er juillet 2005. Le Fonds intervient par ailleurs dans l'indemnisation des dommages subis par certains colons au Congo (1959-1960 et 1963) et à propos des personnes dont des biens ont été zaïrianisés (années 1973-1974).
Ses organes sont d'une part le Comité mixte des Ministres (celui des Affaires étrangères et celui des Finances), d'autre part son Conseil d'Administration : un administrateur pour le département belge des Finances, un pour celui des Affaires étrangères et le directeur général du FBC. Depuis 1985, celui-ci est Philippe Reul qui a été nommé liquidateur (voir in fine). Le site du Fonds (http://membres.lycos.fr/fbcbkf/ ) reprend ses textes fondateurs, y compris ceux résultant de la loi-programme du 27 décembre 2004 (articles 443 et suivants) qui a réorganisé son financement et prolongé son existence jusqu'en 2013 (sic), ses derniers bilans, etc.
La souscription aux emprunts du Fonds belgo-congolais sera close, par décision de son Conseil d'Administration, au 30 juin 2010. Le Fonds n'acceptera dès lors plus l'échange des obligations de la Colonie du Congo belge admissibles. À cette date, le dernier coupon encore payable sera prescrit.
En vertu du Chapitre 7 (articles 48 à 52) de la loi du 21 décembre 2009 portant des dispositions fiscales et diverses, le Fonds belgo-congolais a été dissous le 1er janvier 2010. Ses comptes de liquidations ont été clôturés au 1er juillet 2010, date à laquelle l'État fédéral belge a repris les missions, biens, droits et obligations du Fonds. 